# Ängsön, Mälaren
Ängsön är en ö i mellersta Mälaren, omkring 20 kilometer sydost om Västerås och 70 kilometer väster om Stockholm. Ön bildar tillsammans med intilliggande öar Ängsö socken som idag tillhör Västerås kommun.Samma område utgör också naturreservatet Ängsö. Ön är i norra delen förbunden med fastlandet med en omkring 150 meter lång landsvägsbro över Spånsundet.   Karaktärsdragen som utmärker öns landskap är parklika lövskogar omväxlande med betesmarker, bergknallar och slånsnår. Längs stränderna förekommer rik vegetation, kala klippor och täta vassar. Hela Ängsö blev 1960 fridlyst som naturreservat, i vars fredningsvillkor bland annat ingick nybyggnadsförbud. Ängsö har även klassats som riksintresse för kulturmiljövården. 
Bebyggelsen är jämnt spridd över ön, mest samlad kring de gamla vägarna. Socknens centrum är Ängsö slott, fyra våningar högt med tre flyglar och omgivande stor park, samt andra ekonomibyggnader. Därutöver finns en mängd små torp, ett skolhus och några få arrendegårdar. Sockenkyrkan ligger direkt väster om slottsanläggningen och har alltsedan tillkomsten, omkring 1340, varit nära sammanknippad med godsets ägare. Fram till 1691 utövade de biskoplig myndighet över ön.
Den nordöstra delen, Kurön, var tidigare en egen ö skiljd från Ängsön av ett med tiden uppgrundat sund.